# USS Chopper (SS-342)
Za druga plovila z istim imenom glejte USS Chopper.
USS Chopper (SS-342) je bila jurišna podmornica razreda balao v sestavi Vojne mornarice Združenih držav Amerike.
Podmornica je v svoji zgodovini doživela dve nesreči. Prva se je zgodila 11. februarja 1969, ko so odpovedali električni generatorji in se je podmornica zabila v dno. Težko poškodovana se je sama uspela rešiti in pripluti v pristanišče. Pozneje so podmornico minimalno popravili in jo namenili za tarčo v usposabljanju podvodnega podmorniškega streljanja. Toda še preden je prišla na vadbeno področje, se je 21. julija 1976 potopila.